# Makały
Makały (lit. Mokolai) – wieś na Litwie, na Suwalszczyźnie, w rejonie mariampolskim w okręgu mariampolskim, koło Mariampola. Przez wieś przebiega trasa europejska E67.
Za Królestwa Polskiego przynależała administracyjnie do gminy Szumsk w powiecie mariampolskim.